# 4163 Saaremaa
4163 Saaremaa este un asteroid din centura principală, descoperit pe 19 aprilie 1941 de Liisi Oterma.